# Ash & Ice (альбом The Kills)
Ash & Ice — п'ятий студійний альбом інді-рок гурту The Kills, представлений 3 червня 2016 року на лейблі Domino Records.

## Про альбом
Назва альбому, яка у перекладі означає «Попіл та лід», — це дивне поєднання, із яким себе асоціють учасники дуету. Перед виходом самої платівки гурт представив 3 сингли: «Doing it to Death» (1 березня 2016 року), «Heart of a Dog» (18 квітня 2016 року) і «Siberian Nights» (24 травня 2016 року). 
На підтримку платівки гурт вирушив у світове турне, один із концертів якого відбувся у Києві 6 липня 2016 в рамках UPark Festival (разом із RHCP, Nothing But Thieves і The Hardkiss).

## Список композицій
| #   | Назва                 | Тривалість |
| --- | --------------------- | ---------- |
| 1.  | «Doing It to Death»   | 4:07       |
| 2.  | «Heart of a Dog»      | 3:46       |
| 3.  | «Hard Habit to Break» | 3:52       |
| 4.  | «Bitter Fruit»        | 4:14       |
| 5.  | «Days of Why and How» | 4:32       |
| 6.  | «Let It Drop»         | 3:15       |
| 7.  | «Hum for Your Buzz»   | 3:17       |
| 8.  | «Siberian Nights»     | 4:53       |
| 9.  | «That Love»           | 2:33       |
| 10. | «Impossible Tracks»   | 3:41       |
| 11. | «Black Tar»           | 3:52       |
| 12. | «Echo Home»           | 5:06       |
| 13. | «Whirling Eye»        | 3:34       |

## Реакція критиків
На інтернет-ресурсі Metacritic альбом отримав 68 балів із 100 (на основі 20 оглядів професійних критиків).